# Applied Research Institute - Jerusalem
L'Applied Research Institute - Jerusalem (ARIJ) (àrab: معهد الابحاث التطبيقية - القدس, Maʿhad al-Abḥāṯ at-Taṭbīqiyya - al-Quds) és una ONG palestina fundada en 1990 amb seu principal a Betlem, Cisjordània. L'ARIJ està treballant activament en projectes de recerca en els camps de la gestió dels recursos naturals, gestió de l'aigua, l'agricultura sostenible i la dinàmica política de desenvolupament en els territoris palestins.

## Projectes

### Tractament de residus sostenibles
El 2011 ARIJ, juntament amb el TTZ Bremerhaven, la Universitat d'Extremadura, i l'Institut de Tecnologia de Membranes del Consiglio Nazionale delle Ricerche (CNR-ITM) va iniciar un projecte amb el títol de «Tractament sostenible i valorització de residus de molí d'oliva a Palestina.» El projecte està finançat per la Unió Europea dins del Setè Programa Marc.

### Finançadors
- Agència Espanyola de Cooperació Internacional per al Desenvolupament